# Culex terzii
Culex terzii är en tvåvingeart som beskrevs av Edwards 1941. Culex terzii ingår i släktet Culex och familjen stickmyggor. Inga underarter finns listade i Catalogue of Life.